# Lúcio Pompônio Flaco
Lúcio Pompônio Flaco (em latim: Lucius Pomponius Flaccus; m. 35) foi um político romano nomeado cônsul em 17 com Caio Célio Rufo. Flaco é mais conhecido por ter sido um dos mais leais aliados de Tibério durante seu reinado.

## Carreira
Em 16, Tibério condenou o pretor Marco Escribônio Libão Druso, sobrinho de Escribônia, a primeira esposa de Augusto, à morte depois de ele ter sido acusado de invocar os espíritos de seu bisavô Pompeu. Depois que ele se matou antes de ser executado, Flaco conseguiu ser nomeado cônsul para o ano seguinte no seu lugar ao propor que a data de seu suicídio fosse comemorada anualmente como um dia de agradecimento. Em 18, Flaco foi legado imperial na Mésia.
Depois da queda de Sejano, em 31, o já idoso Tibério nomeou Flaco como o primeiro novo legado imperial na Síria em mais de uma década depois de uma bebedeira de dois dias. Ao chegar em Damasco, Flaco tornou-se o patrono de Herodes Agripa depois que Herodes Antipas o expulsou em 35. Flaco morreu no mesmo ano.